# Sejm piotrkowski 1530/1531
Sejm piotrkowski 1530/1531 – sejm walny Korony Królestwa polskiego zwołany 14 października 1530 roku do Piotrkowa.
Sejmiki przedsejmowe odbyły się w listopadzie, a generalny pruski w Malborku 23 listopada 1530 roku. 
Obrady sejmu trwały od 9 grudnia 1530 do 12 stycznia 1531 roku. 3 stycznia został wydany uniwersał poborowy, a 12 stycznia 1531 roku uniwersał o czopowem.